# 谢莉·利德洛
谢莉·利德洛（英語：Shelly Liddelow，1984年6月30日—），澳大利亚女子曲棍球运动员。她曾代表澳大利亚参加2010年英联邦运动会曲棍球比赛，获得一枚金牌。她也曾参加2008年夏季奥林匹克运动会。